# Pötzmes
Pötzmes ist ein Gemeindeteil der Gemeinde Attenhofen und eine Gemarkung im niederbayerischen Landkreis Kelheim. Bis 1971 bestand die Gemeinde Pötzmes.

## Lage
Das Pfarrdorf Pötzmes liegt in der Hallertau etwa zwei Kilometer westlich von Attenhofen und etwa ebenso weit östlich von Mainburg. Durch den Ort verläuft die Kreisstraße KEH 31.
Die Gemarkung Pötzmes liegt vollständig auf dem Gebiet der Gemeinde Attenhofen. Auf ihr liegen die Attenhofener Gemeindeteile Auerkofen, Pötzmes, Rachertshofen und Reuth. Die Nachbargemarkungen sind Oberwangenbach, Attenhofen, Leibersdorf, Sandelzhausen, Mainburg und Lindkirchen.

## Geschichte
Petinmos wird erstmals in einer Urkunde des Hochstifts Freising im Jahre 875 erwähnt. In der Tradition 168 des Hochstifts Regensburg und des Klosters St. Emmeram aus dem Jahr 891 findet sich der Name Peczinmos, welcher sich aus dem Wort „mos“ (Sumpf, Moos) sowie aus dem Namen des ersten Ansiedlers Pezzi ableitet.
Die Gemeinde Pötzmes gehörte zunächst zum Landgericht Abensberg, dann zum 1857 neu errichteten Landgericht Mainburg, 1862 zum Bezirksamt Rottenburg, 1901 zum neu errichteten Bezirksamt Mainburg und nach der Umbenennung schließlich ab 1939 zum Landkreis Mainburg. Die Gemeinde hatte die vier Orte Pötzmes, Auerkofen, Rachertshofen und Reuth. Im Jahr 1964 hatte die Gemeinde eine Fläche von 655,09 Hektar. Im Zuge der Gebietsreform in Bayern wurde die Gemeinde aufgelöst und am 1. Januar 1972 in die Gemeinde Attenhofen eingegliedert.

## Sehenswürdigkeiten
- Pfarrkirche St. Georg. Sie wurde um 1200 im romanischen Stil erbaut und 1729 bis 1732 erhöht, wobei auch auf den Turm ein Stockwerk aus verputzten Ziegelsteinen aufgemauert wurde. Das Innere enthält unter anderem eine Muttergottesstatue mit dem Kinde um 1600.

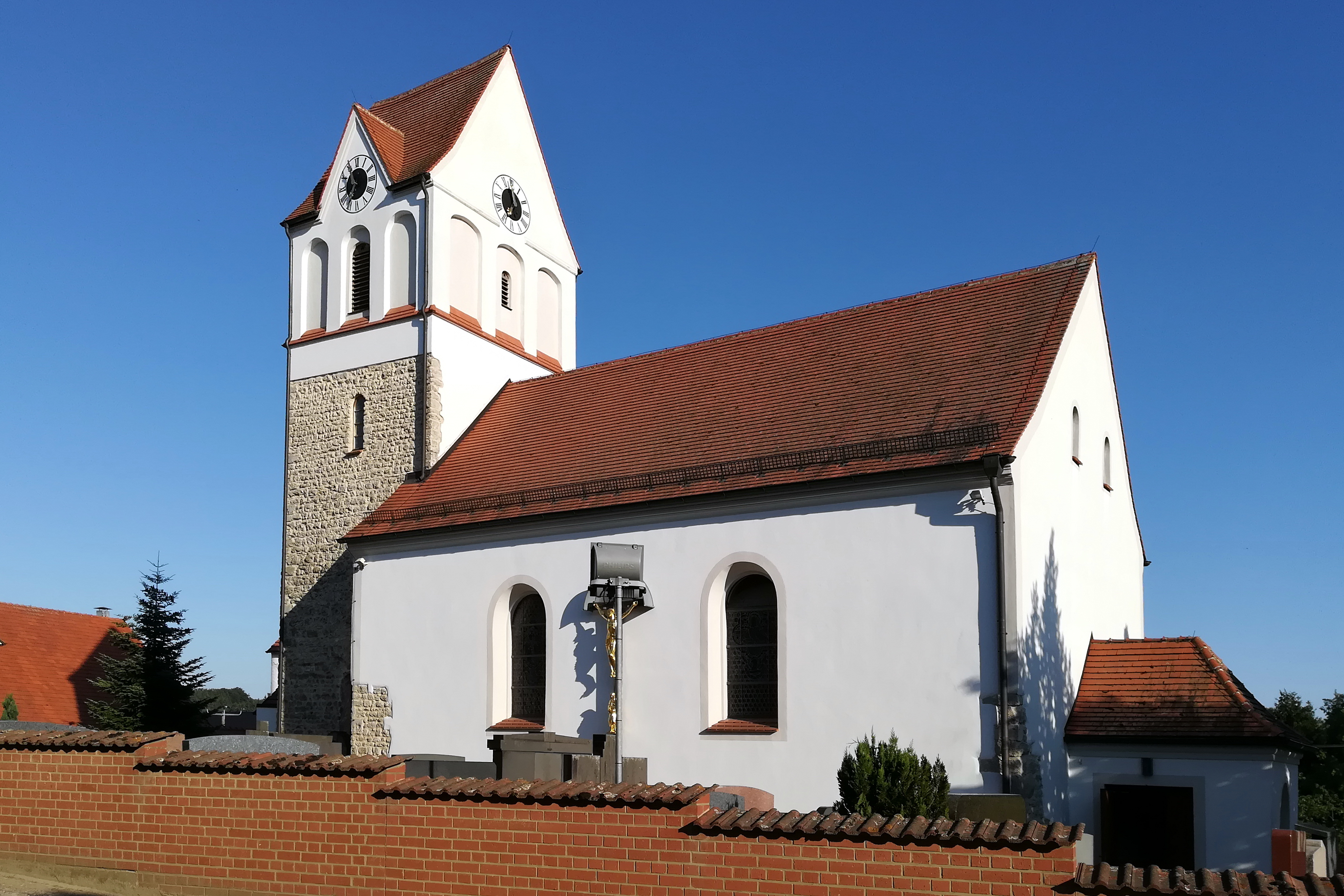
Pfarrkirche St. Georg
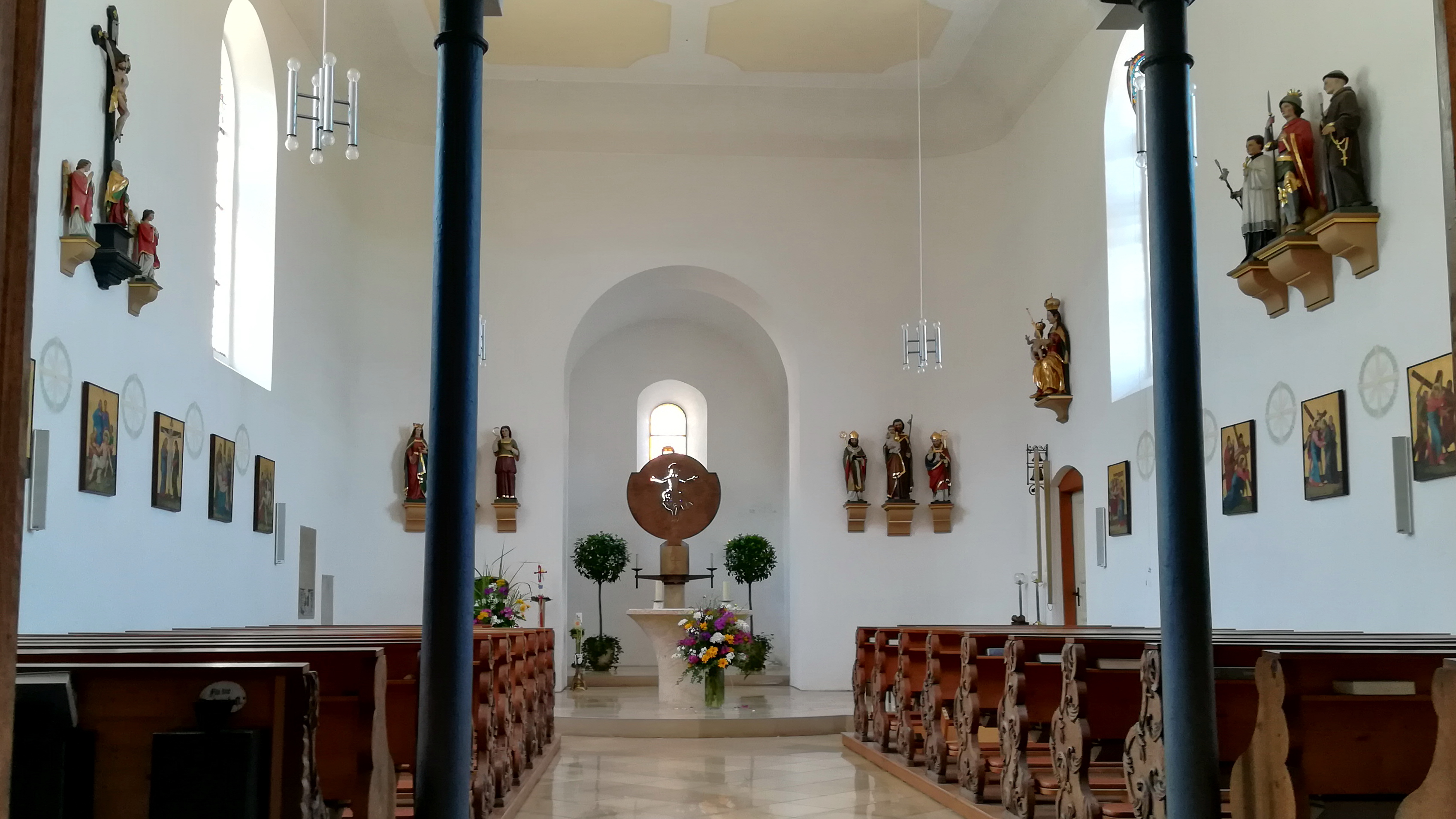
Pfarrkirche St. Georg Innenraum

## Vereine
- Bayerische Jungbauernschaft Pötzmes e.V.
- Burschenverein "Gut Klang" Pötzmes
- Freiwillige Feuerwehr Pötzmes
- Kriegerverein Pötzmes